# TINKEBELL

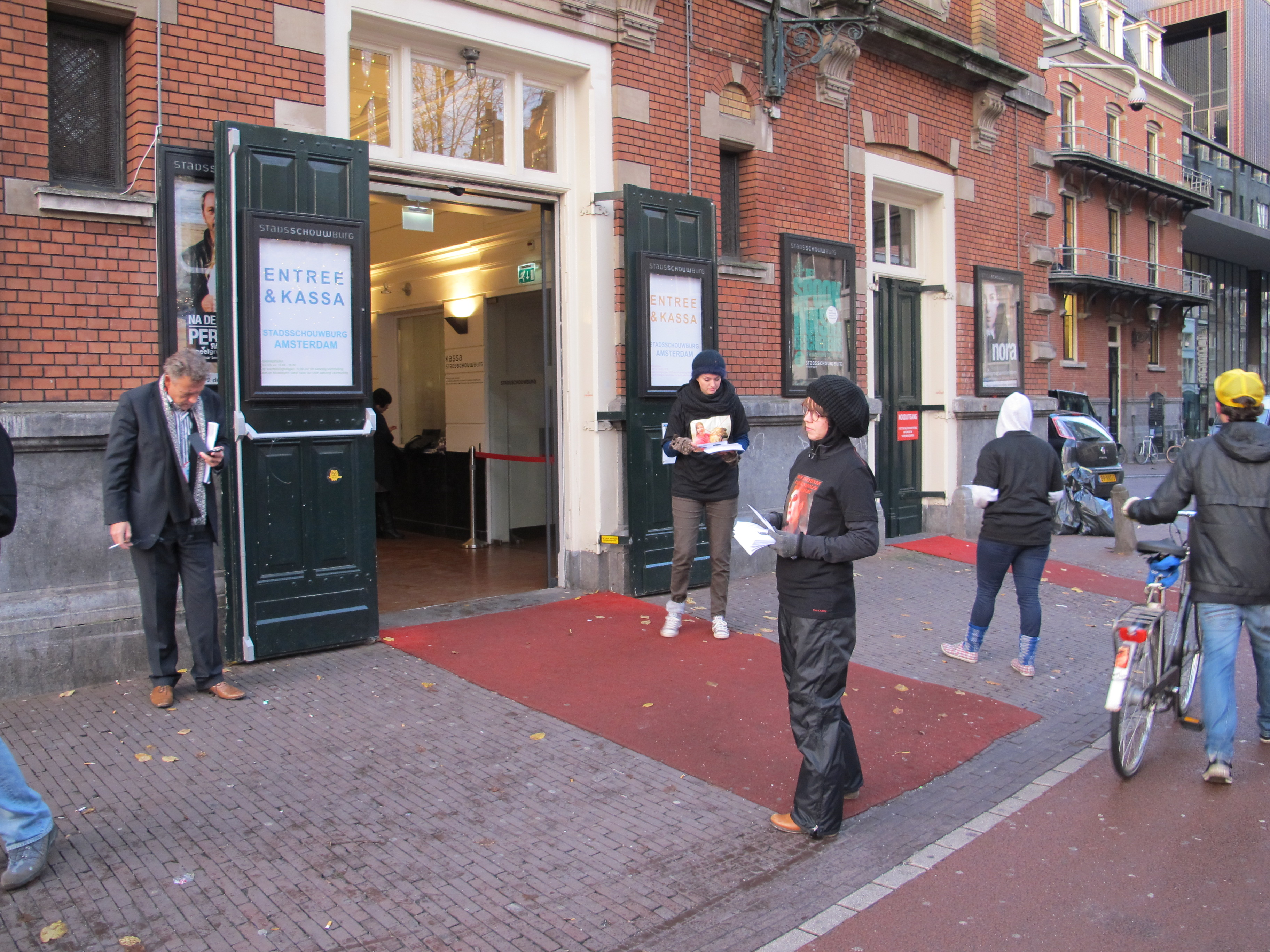
Protestactie bij de ingang van de Stadsschouwburg tegen haar optreden bij TEDxAmsterdam (2012)

TINKEBELL (ook wel TINKEBELL.), pseudoniem van Katinka Simonse (Goes, 10 juni 1979), is een Nederlandse conceptueel kunstenaar, schrijver, strateeg en activist, die vooral bekend is om het verwerken van dieren in haar werken. In de loop van haar carrière werden haar kunstprojecten steeds sterker politiek en maatschappelijk geëngageerd. Zo beoogt de TINKEBELL Foundation de wereld te redden.
TINKEBELL. is kernlid van de Sociaal Creatieve Raad en van de Akademie van Kunsten.

## Biografie
Simonse groeide op in Goes als oudste van drie kinderen. Haar vader was meubelstoffeerder en haar moeder huisvrouw. Ze heeft een jongere zus en een broer. Tijdens haar jeugd had ze te maken met huiselijk geweld. Ze ging naar basisschool Prinses Christinaschool. Haar middelbare schoolopleiding volgde ze van 1990 tot 1995 aan Het Goese Lyceum. In 1996/1997 studeerde ze aan het VTS technicum in Antwerpen en in 1997/1998 volgde ze een studie reclame aan het MBO in Boxtel. Aansluitend volgde zij een studie aan de Fontys Academie voor Beeldende Vorming (MFA Design) in Tilburg (1998-2000). In 2003 startte ze haar opleiding aan het Sandberg Instituut in Amsterdam, waar ze in 2005 afstudeerde aan de afdeling Design.
Van 2003 tot 2007 was ze getrouwd.
Vanaf 2010 deed ze meerdere werkperiodes in het atelier van de Amerikaanse kunstenaar Ashley Zelinskie in Brooklyn, New York. Vanaf 2015 werkt ze regelmatig in het gebied van de kernramp van Fukushima.
In 2016 won Simonse een rechtszaak tegen Omroep Brabant. In een uitzending van de omroep over de Afghaanse vluchteling Feda Amiri werd de indruk gewekt dat Tinkebell zijn verhaal niet geheel voor waar aannam. De rechter oordeelde dat dit moest worden gerectificeerd.
In 2016 was TINKEBELL betrokken bij de oprichting van de stichting We Gaan Ze Halen. Met deze stichting bezocht zij meerdere vluchtelingenkampen in Europa en zette zij diverse acties op om de Nederlandse overheid te dwingen zich aan eerder gemaakte beloften betreft de opvang van vluchtelingen te houden. Een van die acties was het huren van een vliegtuig waarmee ze zelf naar het Griekse eiland Lesbos vlogen om vluchtelingen op te halen. Door ingrijpen van de Griekse luchtmacht moest het vliegtuig echter rechtsomkeert maken en belandden ze in Athene.
In 2021 werd Simonse gearresteerd op het Griekse eiland Lesbos voor het uitdelen van eten en water aan bootvluchtelingen.
In 2022 deden Simonse en verschillende andere vrouwen melding van grensoverschrijdend gedrag door PvdA-Kamerlid Gijs van Dijk, die daarna zijn zetel opgaf. Uit onderzoek door Bezemer & Schubad bleek dat de klachten aannemelijk werden geacht. Na hoger beroep van Gijs van Dijk besloot de beroepscommissie van de PvdA dat de openbare berisping door de PvdA nietig werd verklaard. Na uitspraken van Simonse over Van Dijk in het NPO Radio 1-programma Mischa! op 2 mei 2023 (dat offline werd gehaald) besliste de rechter in een kort geding aangespannen door Van Dijk, dat zij die lasterlijke uitspraken moest rectificeren.

## Werken en projecten

### My dearest cat Pinkeltje
In 2004 verkreeg TINKEBELL landelijke bekendheid met een handtas die zij gefabriceerd had van het bont van haar eigen kat. Zij gaf daarbij aan het dier zelf gedood te hebben door het de nek te breken, waarna zij het vilde. Doel van dit werk was de vraag op te roepen waarom het wel maatschappelijk geaccepteerd is productiedieren als koeien en varkens te doden voor consumptie, maar een huisdier niet. De twee jaar oude kat was volgens TINKEBELL gedeprimeerd.

### Save the males
Tijdens een eco-designmarkt in Platform 21 in Amsterdam kondigde TINKEBELL aan zestig kuikentjes door een versnipperaar te halen, als die onverkocht bleven, om te laten zien hoe in de veehoudende sector bijna altijd wordt omgegaan met mannelijke kuikens.

### Save the pets
Begin 2008 maakte TINKEBELL de tentoonstelling Save the pets, waarbij ze, in galerie Masters in Amsterdam, 95 hamsters tegelijk liet rondlopen in zogenaamde hamsterballen. Zij wilde hiermee laten zien hoe mensen omgaan met hun huisdieren. Ook hierbij was haar uitgangspunt de dubbele moraal die mensen ten aanzien van dieren eropna houden, omdat niemand protesteert over één hamster in een bal. Op 24 januari nam de Landelijke Inspectiedienst Dierenbescherming alle hamsters in beslag. De Partij voor de Dieren stelde Kamervragen en noemde het project "geen kunst, maar dierenmishandeling".
Op 8 september 2009 en 6 mei 2010 stond zij als verdachte van dierenmishandeling voor de politierechter in Amsterdam. Deze verwees de zaak uiteindelijk door naar de meervoudige strafkamer in Amsterdam. Op 7 januari 2011 vond de zitting plaats. Op 21 januari verklaarde de rechtbank het ten laste gelegde niet bewezen en sprak Simonse daarvan vrij.

### Dearest TINKEBELL
TINKEBELLs werk leverde meermaals een storm aan publiciteit en kritiek op, inclusief haatmail en doodsbedreigingen. TINKEBELL bundelde in 2009 een deel hiervan, in samenwerking met kunstenaar/ontwerper Coralie Vogelaar, in het boek Dearest TINKEBELL. Naast zo'n duizend hatelijke teksten (uit 'meer dan honderdduizend', aldus de auteurs) staan daarin ook persoonlijke gegevens van de afzenders vermeld. Vogelaar deed daarbij het speurwerk naar de persoonsgegevens in wat zij noemt 'de oksel van het internet', doelend op persoonlijke weblogs en Hyvespagina's.

### Home Sweet Home
Voor het bevrijdingsfestival in Vlissingen in 2013 ontwierp TINKEBELL het kunstproject Home Sweet Home. In het tijdelijk Kunsthuis Tinkebell vertoefden twee illegale, uitgeprocedeerde asielzoekers. Ze wilde, samen met beide mannen, haar statement hieromtrent gedurende de hele maand mei exposeren, maar de burgemeester van Vlissingen maakte daar vroegtijdig een einde aan.

### Save Our Children
In 2013 maakte TINKEBELL de film Save Our Children, als onderdeel van een kunstproject over een mogelijke voedselcrisis. Ze liet zich toen steriliseren, om de uiterste consequentie van oprakend fosfaat en een naderende voedselcrisis te tonen.

### Reis naar Bangladesh
In april 2014 reisde TINKEBELL namens Humanity House naar Bangladesh. Ze bezocht de rampplek Rana Plaza en betuigde respect aan de slachtoffers.

### Reis naar Afghanistan
TINKEBELL reisde in maart 2015 naar Afghanistan, uit bezorgdheid over het lot van de uitgezette Afghaan Feda Amiri en zijn dochter Tamana, die hem was gaan zoeken. Er ontstond ophef toen ze de situatie volgens Omroep Brabant "een toneelstukje" noemt. Met deze reis wilde TINKEBELL de wijze waarop Afghanen worden beoordeeld in hun asielprocedure (1F beleid) opnieuw op de politieke agenda zetten.

### De Kamerplant Tour
Samen met financieel journalist Arno Wellens organiseerde ze in 2017 De Kamerplant Tour, een zesenhalf uur durende excursie per bus langs brievenbusfima's, over belastingontduiking en de rol die de kamerplant daarin speelt.

### Kinderpardon
In 2018 leidde haar politieke belangstelling tot betrokkenheid bij de voorgenomen uitzetting van twee Armeense kinderen: Lili en Howick. Samen met Myrthe Hilkens en Esther van Dijke zette TINKEBELL een campagne en uiteindelijk kregen deze kinderen een verblijfstatus. Hierna zette TINKEBELL, met diverse betrokkenen, een strategie op voor een breder kinderpardon, waarbij onder andere de marathondienst binnen het kerkasiel werd bedacht. Bij de kinderpardoncampagne was ook Tim Hofman betrokken, die met zijn documentaire 'Terug Naar Je Eige Land' veel aandacht kreeg voor het probleem van een grote groep in Nederland gewortelde kinderen. Uiteindelijk mochten 700 kinderen met hun families in Nederland blijven.

### Daniël Buter
In december 2019 was TINKEBELL betrokken bij het opzetten van een campagne om de 19-jarige in Nederland geboren Daniël Buter vrij te krijgen, die al vier weken in detentie zat om uitgezet te worden naar de Dominicaanse Republiek. Buter mocht na zijn vrijlating opnieuw een verblijfsvergunning aanvragen die drie maanden later, in maart 2020, werd toegekend.

### Tata Steel
In 2022 had TINKEBELL een solotentoonstelling in TORCHGallery in Amsterdam waar ze een serie kunstwerken liet zien die volledig waren gemaakt van de zwarte uitstoot van Tata Steel. Ze had dit 'tatastof' of grofstof met een magneet geëxtraheerd uit duinzand bij Wijk aan Zee. De titel van de serie was "Flora Tata Metallica". Ze ademde de stof zelf in en had al snel last van hoofdpijn, bloedneuzen, misselijkheid en duizeligheid. TINKEBELL zei daarover: "Kunst maken is een verhaal vertellen en het is de kunst om dat zo goed mogelijk te doen. Ik kan vertellen dat mensen ziek worden van de stoffen, maar ik weet natuurlijk niet wat die mensen voelen. Ik wil dat dingen echt zijn. Het is niet fijn om zelf ziek te worden maar het is eigenlijk goed, het hoort erbij." Ze deed dit in opdracht van actiegroep Frisse Wind. De CEO van Tata Steel Hans van den Berg werd door haar gevraagd zo'n kunstwerk te kopen en boven zijn bureau te hangen. Hij kocht er vervolgens twee. TINKEBELL bood hem als cadeau vijf jaar lang ieder halfjaar een uur hulp aan om weg te gaan of 'groen' te worden, wat Van den Berg accepteerde.

### Solvay
In 2024 presenteerde TINKEBELL. een vervolgserie kunstwerken. Het Belgische familiebedrijf Solvay zou het giftige afval van een fabriek in Toscane in zee dumpen waardoor het water azuurblauw werd. Gezondheidsrapporten tonen dat de effecten op de omgeving vergelijkbaar zijn met de situatie rondom Tata Steel. TINKEBELL. groef het afval op uit de bodem van de rivier waarin het afval geloosd was en maakte er de serie kunstwerken van: Arena Candidus Solvay.

### Shell
In 2024 startte TINKEBELL. een nieuw project met het afval van een grote vervuiler. Ditmaal betreft het een grote teerdump van Shell op het eiland Curaçao.

## Media
- 2014 - 2018: Columnist OneWorld Magazine
- 2016 - 2017: Columnist Het Parool
- 2016: deelnemer aan het tv-programma De pennen zijn geslepen
- Vanaf 2020: wekelijks columnist voor Het Parool
- Vanaf 2022: podcast met politiek journalist Chris Aalberts de podcast Hoe het allemaal mis ging
- 2023: verrader in het RTL 4-programma De Verraders
- 2024: "Who Killed The Blue Bird?", film over het leven van TINKEBELL door Judith de Leeuw